# Черченко Андрій Спиридонович
Андрій Спиридонович Черченко (17 липня 1908, хутір Сохинівка або село Солониця Полтавської губернії, тепер Козельщинського району Полтавської області, Україна — 2 січня 1979, Полтава) — український радянський партійний та господарський діяч, голова Полтавського облвиконкому. Депутат Верховної Ради УРСР 4-го скликання. Кандидат у члени ЦК КПУ в 1956—1960 р.

## Біографія
Народився в селянській родині. Трудову діяльність розпочав у 1926 році листоношею Солоницького поштового агентства.
У 1930—1933 роках — у Червоній армії.
Член ВКП(б) з 1931 року.
З 1933 року — секретар Козельщинського районного комітету ЛКСМУ. Потім працював 2-м секретарем Новогеоргіївського районного комітету КП(б)У на Полтавщині.
У грудні 1938—1940 роках — 2-й секретар Полтавського обласного комітету ЛКСМУ.
У 1940—1941 роках — завідувач організаційно-інструкторського відділу Полтавського обласного комітету КП(б)У.
З квітня 1941 року — 2-й секретар Полтавського міського комітету КП(б)У.
У 1941—1946 роках — у Червоній армії. Учасник німецько-радянської війни з листопада 1941 року. Перебував на військово-політичній роботі: заступник начальника Політичного відділу 12-ї гвардійської козачої кавалерійської дивізії 5-го гвардійського кавалерійського корпусу Південного, Закавказького, Північно-Кавказького, 4-го, 2-го, 3-го Українських фронтів.
У квітні 1946—1948 роках — завідувач організаційно-інструкторського відділу Полтавського обласного комітету КП(б)У. У 1948 — січні 1949 року — завідувач відділу партійних, профспілкових і комсомольських органів Полтавського обласного комітету КП(б)У.
11 січня 1949 — 9 травня 1950 року — секретар Полтавського обласного комітету КП(б)У.
9 травня 1950 — липень 1955 року — 2-й секретар Полтавського обласного комітету КПУ.
У липні 1955 — 13 лютого 1959 року — голова виконавчого комітету Полтавської обласної ради депутатів трудящих.
У 1958 році закінчив заочно Вищу партійну школу при ЦК КПРС.
З 13 лютого 1959 до 1963 року — начальник Полтавського обласного управління місцевої і паливної промисловості. Потім — на керівній господарській роботі.
З 1971 року — персональний пенсіонер союзного значення у місті Полтаві.

## Звання
- гвардії старший політрук
- гвардії майор
- гвардії підполковник

## Нагороди
- орден Леніна (26.02.1958)
- орден Червоного Прапора (12.06.1945)
- орден Червоної Зірки (11.08.1944)
- орден Вітчизняної війни 2-го ст. (30.06.1943)
- орден «Знак Пошани» (23.01.1948)
- медалі